# Foot in Mouth Disease
Foot in Mouth Disease è un album dei Gob, uscito nel 2003.

## Tracce
1. Lemon-aid – 2:45
2. I've Been Up These Steps – 2:48
3. Oh! Ellin – 3:59
4. I Cut Myself, Too – 3:13
5. Fed Up – 4:18
6. Ming Tran – 2:34
7. When Life Gets Boring... – 3:06
8. Give Up The Grudge – 2:57
9. Bones – 2:12
10. This Evil World – 3:22
11. I Hear You Calling – 3:10
12. Bully – 3:31
13. Cold Feet – 2:48
14. Everybody's Getting Hooked Up – 3:23

## Formazione
- Theo Goutzinakis - chitarra, voce
- Tom Thacker - chitarra, voce
- Tyson Maiko - basso
- Gabe Mantle - batteria